# 達布森林鉄道
達布森林鉄道（たっぷしんりんてつどう）は、北海道北西部・留萌郡小平町達布から小平蘂川に沿って源流の東雲山付近まで敷設されていた森林鉄道である。別名小平森林鉄道。
達布駅で天塩炭礦鉄道に接続して留萌港に木材を運ぶ目的で作られ、1957年にトラック輸送に切り替わって廃止された。

## 歴史
帝室林野局小平蘂出張所、昭和22年からは旭川営林局達布営林署（当初は小平蘂営林署と名乗っていた）の管轄の元、戦後復興需要に併せ、天塩鉄道（後の天塩炭礦鉄道）の達布駅を利用する形で計画された。昭和22年から昭和32年までに22万石の林材輸送の他、民間材の輸送も行っていたが、小平蘂川の頻繁な氾濫による軌道施設の流出損害が著しく、またその急峻な地形から元々この一帯の森林資源が限られて生産量もそれほど多くないため、生産拠点が小平蘂川本流域から支流の上記念別川流域に切り替わって木工団地が達布から上記念別に移転したのを契機に、全面トラック輸送に切り替わった。
- 1945年（昭和20年）第一工区工事着手、達布土場 - 滝下土場間5km竣工及び輸送開始。
- 1946年（昭和21年）第一工区の滝下土場 - 上記念別土場間5km竣工。
- 1947年（昭和22年）第一工区の上記念別土場 - 川上土場間4km竣工。第一工区全14km完成。
- 1950年（昭和25年）第二工区工事着手。
- 1952年（昭和27年）第二工区の川上土場 - 東雲土場間約11km竣工。全線24.6km開通。
- 1957年（昭和32年）廃止。トラック輸送に転換。
- 1958年（昭和33年）全線撤去。

## 保有機関車
当初は蒸気機関車（No.26（1944年東亜車両製）、No.8（1946年協三工業製））を主体にガソリン機関車を補助として運用していたが、昭和28年頃よりディーゼル機関車に切り替えられた。昭和30年度の保有機関車は5台。鉄道廃止後、その殆んどが羽幌森林鉄道へ移管された。

## 路線

### 営業路線
達布 - 滝下 - 上記念別 - 川上 - 東雲

### 接続する路線
天塩炭礦鉄道（達布駅）

## 通過する自治体
留萌郡小平町

## 管轄する営林署
達布営林署